# Giải vô địch bóng đá thế giới 1986

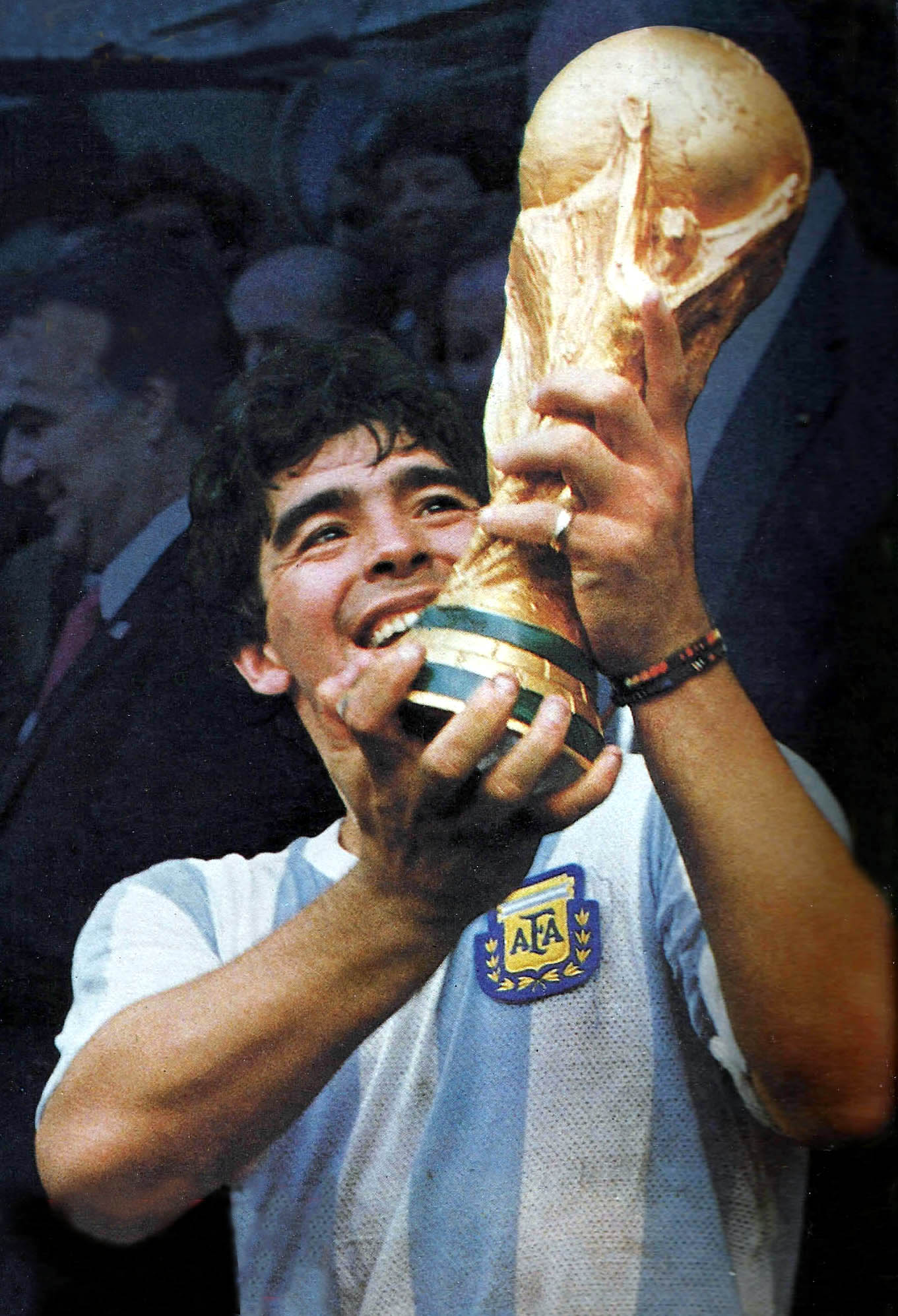
Diego Maradona ẵm cúp FIFA World Cup sau chiến thắng trong trận chung kết với Tây Đức

Giải vô địch bóng đá thế giới 1986 là lần tổ chức thứ 13 của Giải vô địch bóng đá thế giới, diễn ra tại México từ ngày 31 tháng 5 đến ngày 29 tháng 6 năm 1986. Đây là lần thứ hai México đăng cai giải đấu này (lần trước là vào năm 1970) và họ cũng trở thành nước đầu tiên hai lần làm chủ nhà của giải đấu.
Linh vật chính thức của giải đấu là Pique, là trái ớt jalapeño, một món đặc thù trong ẩm thực Mexico, với ria mép và đang đội mũ vành. Tên của nó đến từ picante, trong tiếng Tây Ban Nha có nghĩa là "ớt" và "cay".
Argentina đã đoạt cúp vô địch thế giới lần thứ hai sau khi đánh bại Tây Đức 3–2 trong trận chung kết tại sân vận động Azteca thuộc thành phố Mexico. Giải đấu lần này chứng kiến sự tỏa sáng rực rỡ của Diego Maradona, người dẫn đầu chủ lực và là người đóng vai trò quan trong trong hành trình tiến đến chức vô địch của Argentina, đồng thời tỏa sáng trên phương diện cá nhân với những bàn thắng vĩ đại, đậm chất kỹ thuật như Bàn tay của Chúa và Bàn thắng thế kỷ.

## Vòng loại
119 đội bóng tham dự vòng loại và được chia theo năm châu lục để chọn ra 22 đội vào vòng chung kết cùng với nước chủ nhà Mexico và đội đương kim vô địch thế giới Ý.

## Các sân vận động
| Thành phố México           | Thành phố México                                                                        | Guadalajara                                                                             | Puebla                      |
| -------------------------- | --------------------------------------------------------------------------------------- | --------------------------------------------------------------------------------------- | --------------------------- |
| Sân vận động Azteca        | Sân vận động Olímpico Universitario                                                     | Sân vận động Jalisco                                                                    | Sân vận động Cuauhtémoc     |
| Sức chứa: 114.600          | Sức chứa: 72.212                                                                        | Sức chứa: 66.193                                                                        | Sức chứa: 46.416            |
|                            |                                                                                         |                                                                                         |                             |
| San Nicolás de los Garza   | Thành phố MéxicoGuadalajara · ZapopanMonterrey · SNDLGQuerétaroPueblaTolucaIrapuatoLeón | Thành phố MéxicoGuadalajara · ZapopanMonterrey · SNDLGQuerétaroPueblaTolucaIrapuatoLeón | Querétaro                   |
| Sân vận động Universitario | Thành phố MéxicoGuadalajara · ZapopanMonterrey · SNDLGQuerétaroPueblaTolucaIrapuatoLeón | Thành phố MéxicoGuadalajara · ZapopanMonterrey · SNDLGQuerétaroPueblaTolucaIrapuatoLeón | Sân vận động La Corregidora |
| Sức chứa: 43.780           | Thành phố MéxicoGuadalajara · ZapopanMonterrey · SNDLGQuerétaroPueblaTolucaIrapuatoLeón | Thành phố MéxicoGuadalajara · ZapopanMonterrey · SNDLGQuerétaroPueblaTolucaIrapuatoLeón | Sức chứa: 38.576            |
|                            | Thành phố MéxicoGuadalajara · ZapopanMonterrey · SNDLGQuerétaroPueblaTolucaIrapuatoLeón | Thành phố MéxicoGuadalajara · ZapopanMonterrey · SNDLGQuerétaroPueblaTolucaIrapuatoLeón |                             |
| Nezahualcóyotl             | Thành phố MéxicoGuadalajara · ZapopanMonterrey · SNDLGQuerétaroPueblaTolucaIrapuatoLeón | Thành phố MéxicoGuadalajara · ZapopanMonterrey · SNDLGQuerétaroPueblaTolucaIrapuatoLeón | Monterrey                   |
| Sân vận động Neza 86       | Thành phố MéxicoGuadalajara · ZapopanMonterrey · SNDLGQuerétaroPueblaTolucaIrapuatoLeón | Thành phố MéxicoGuadalajara · ZapopanMonterrey · SNDLGQuerétaroPueblaTolucaIrapuatoLeón | Sân vận động Tecnológico    |
| Sức chứa: 34.536           | Thành phố MéxicoGuadalajara · ZapopanMonterrey · SNDLGQuerétaroPueblaTolucaIrapuatoLeón | Thành phố MéxicoGuadalajara · ZapopanMonterrey · SNDLGQuerétaroPueblaTolucaIrapuatoLeón | Sức chứa: 33.805            |
|                            | Thành phố MéxicoGuadalajara · ZapopanMonterrey · SNDLGQuerétaroPueblaTolucaIrapuatoLeón | Thành phố MéxicoGuadalajara · ZapopanMonterrey · SNDLGQuerétaroPueblaTolucaIrapuatoLeón |                             |
| Toluca                     | Irapuato                                                                                | León                                                                                    | Zapopan                     |
| Sân vận động Nemesio Díez  | Sân vận động Sergio León Chávez                                                         | Sân vận động Nou Camp                                                                   | Sân vận động Tres de Marzo  |
| Sức chứa: 32.612           | Sức chứa: 31.336                                                                        | Sức chứa: 30.531                                                                        | Sức chứa: 30.015            |
|                            |                                                                                         |                                                                                         |                             |

| Sận vận động                        | Các trận đấu                                                   | Địa điểm thi đấu của các đội        |
| Sân vận động Azteca                 | Trận khai mạc, bảng B, vòng 16 đội, tứ kết, bán kết, chung kết | México                              |
| Sân vận động Olímpico Universitario | Bảng A, vòng 16 đội                                            | Argentina, Bulgaria, Hàn Quốc       |
| Sân vận động Jalisco                | Bảng D, vòng 16 đội, tứ kết, bán kết                           | Brasil                              |
| Sân vận động Cuauhtémoc             | Bảng A, vòng 16 đội, tứ kết, tranh hạng ba                     | Ý                                   |
| Sân vận động Universitario          | Bảng F, vòng 16 đội, tứ kết                                    | Ba Lan                              |
| Sân vận động La Corregidora         | Bảng E, vòng 16 đội                                            | Tây Đức                             |
| Sân vận động Tecnológico            | Bảng F                                                         | Anh, Bồ Đào Nha*, Maroc*            |
| Estadio Nou Camp                    | Bảng C, vòng 16 đội                                            | Pháp                                |
| Sân vận động Neza 86                | Bảng E                                                         | Uruguay, Đan Mạch, Scotland         |
| Sân vận động Sergio León Chávez     | Bảng C                                                         | Liên Xô, Hungary, Canada            |
| Sân vận động Tres de Marzo          | Bảng D                                                         | Tây Ban Nha*, Bắc Ireland, Algérie* |
| Sân vận động Nemesio Díez           | Bảng B                                                         | Bỉ, Paraguay, Iraq                  |

- Maroc và Bồ Đào Nha thi đấu ở Guadalajara, còn Tây Ban Nha và Algérie thi đấu ở Monterrey.

## Trọng tài
| Châu Phi - Ali Bin Nasser - Edwin Picon-Ackong - Idrissa Traoré Châu Á - Fallaj Al-Shanar - Jamal Al Sharif - Takada Shizuo Châu Âu - Luigi Agnolin - Horst Brummeier - Valeri Butenko - Vojtech Christov - George Courtney - André Daina - Bogdan Dotchev - Erik Fredriksson - Ioan Igna - Jan Keizer - Siegfried Kirschen - Lajos Németh - Zoran Petrović - Alexis Ponnet - Joël Quiniou - Volker Roth - Victoriano Sánchez Arminio - Carlos Silva Valente - Alan Snoddy | Bắc và Trung Mỹ - Rómulo Méndez - Antonio Márquez Ramírez - David Socha - Berny Ulloa Morera Châu Đại Dương - Chris Bambridge Nam Mỹ - Romualdo Arppi Filho - Jesús Díaz - Carlos Espósito - Gabriel González Roa - José Luis Martínez Bazán - Hernán Silva |

## Phân nhóm
| Nhóm 1 | Nhóm 2                                                         | Nhóm 3                                                  | Nhóm 4                                                          |
| --- | -------------------------------------------------------------- | ------------------------------------------------------- | --------------------------------------------------------------- |
| - México (chủ nhà) - Ý (đương kim vô địch) - Tây Đức (á quân mùa giải 1982) - Ba Lan (hạng ba mùa giải 1982) - Pháp (hạng tư mùa giải 1982) - Brasil | - Anh - Liên Xô - Argentina - Tây Ban Nha - Paraguay - Uruguay | - Algérie - Canada - Đan Mạch - Iraq - Maroc - Hàn Quốc | - Bỉ - Bulgaria - Hungary - Bắc Ireland - Bồ Đào Nha - Scotland |

## Vòng bảng

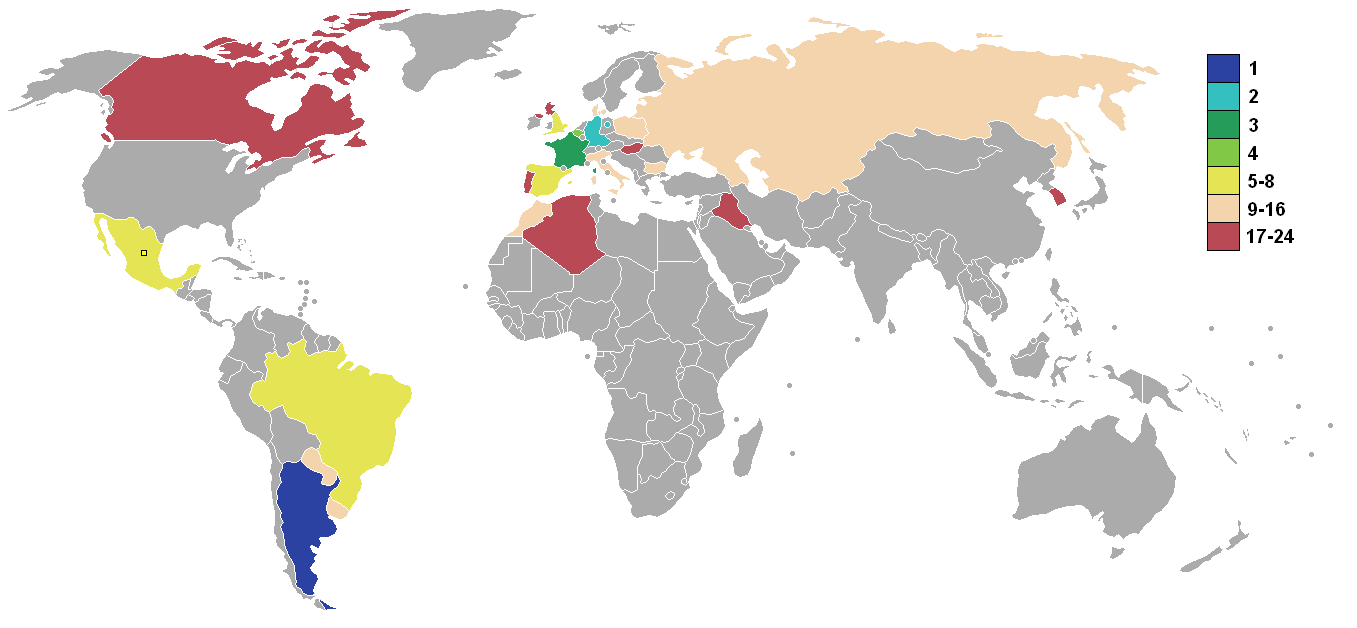
Vô địch
Á quân
Hạng ba
Hạng tư
Tứ kết
Vòng 16 đội
Vòng bảng

| Màu sắc được sử dụng trong bảng | Màu sắc được sử dụng trong bảng                                                      |
| ------------------------------- | ------------------------------------------------------------------------------------ |
|                                 | Đội đứng nhất, nhì bảng và đội đứng thứ ba xuất sắc nhất giành quyền vào vòng 16 đội |

### Bảng A
| Đội       | Trận | Thắng | Hoà | Thua | BT | BB | HS | Điểm |
| --------- | ---- | ----- | --- | ---- | -- | -- | -- | ---- |
| Argentina | 3    | 2     | 1   | 0    | 6  | 2  | +4 | 5    |
| Ý         | 3    | 1     | 2   | 0    | 5  | 4  | +1 | 4    |
| Bulgaria  | 3    | 0     | 2   | 1    | 2  | 4  | −2 | 2    |
| Hàn Quốc  | 3    | 0     | 1   | 2    | 4  | 7  | −3 | 1    |

| 31 tháng 5 năm 1986 |     |           |                                                       |
| Bulgaria            | 1–1 | Ý         | Sân vận động Azteca, Thành phố México                 |
| 2 tháng 6 năm 1986  |     |           |                                                       |
| Argentina           | 3–1 | Hàn Quốc  | Sân vận động Olímpico Universitario, Thành phố México |
| 5 tháng 6 năm 1986  |     |           |                                                       |
| Ý                   | 1–1 | Argentina | Sân vận động Cuauhtémoc, Puebla                       |
| Hàn Quốc            | 1–1 | Bulgaria  | Sân vận động Olímpico Universitario, Thành phố México |
| 10 tháng 6 năm 1986 |     |           |                                                       |
| Hàn Quốc            | 2–3 | Ý         | Estadio Cuauhtémoc, Puebla                            |
| Argentina           | 2–0 | Bulgaria  | Estadio Olímpico Universitario, Thành phố México      |

### Bảng B
| Đội      | Trận | Thắng | Hòa | Thua | BT | BB | HS | Đ |
| -------- | ---- | ----- | --- | ---- | -- | -- | -- | - |
| México   | 3    | 2     | 1   | 0    | 4  | 2  | +2 | 5 |
| Paraguay | 3    | 1     | 2   | 0    | 4  | 3  | +1 | 4 |
| Bỉ       | 3    | 1     | 1   | 1    | 5  | 5  | 0  | 3 |
| Iraq     | 3    | 0     | 0   | 3    | 1  | 4  | −3 | 0 |

| 3 tháng 6 năm 1986  |     |          |                                       |
| Bỉ                  | 1–2 | México   | Sân vận động Azteca, Thành phố México |
| 4 tháng 6 năm 1986  |     |          |                                       |
| Paraguay            | 1–0 | Iraq     | Sân vận động Nemesio Díez, Toluca     |
| 7 tháng 6 năm 1986  |     |          |                                       |
| México              | 1–1 | Paraguay | Sân vận động Azteca, Thành phố México |
| 8 tháng 6 năm 1986  |     |          |                                       |
| Iraq                | 1–2 | Bỉ       | Sân vận động Nemesio Díez, Toluca     |
| 11 tháng 6 năm 1986 |     |          |                                       |
| Paraguay            | 2–2 | Bỉ       | Sân vận động Nemesio Díez, Toluca     |
| Iraq                | 0–1 | México   | Sân vận động Azteca, Thành phố México |

### Bảng C
| Đội     | Trận | Thắng | Hòa | Thua | BT | BB | HS | Đ |
| ------- | ---- | ----- | --- | ---- | -- | -- | -- | - |
| Liên Xô | 3    | 2     | 1   | 0    | 9  | 1  | +8 | 5 |
| Pháp    | 3    | 2     | 1   | 0    | 5  | 1  | +4 | 5 |
| Hungary | 3    | 1     | 0   | 2    | 2  | 9  | −7 | 2 |
| Canada  | 3    | 0     | 0   | 3    | 0  | 5  | −5 | 0 |

| 1 tháng 6 năm 1986 |     |         |                                           |
| Canada             | 0–1 | Pháp    | Estadio Nou Camp, León                    |
| 2 tháng 6 năm 1986 |     |         |                                           |
| Liên Xô            | 6–0 | Hungary | Sân vận động Sergio León Chavez, Irapuato |
| 5 tháng 6 năm 1986 |     |         |                                           |
| Pháp               | 1–1 | Liên Xô | Estadio Nou Camp, León                    |
| 6 tháng 6 năm 1986 |     |         |                                           |
| Hungary            | 2–0 | Canada  | Sân vận động Sergio León Chavez, Irapuato |
| 9 tháng 6 năm 1986 |     |         |                                           |
| Hungary            | 0–3 | Pháp    | Estadio Nou Camp, León                    |
| Liên Xô            | 2–0 | Canada  | Sân vận động Sergio León Chavez, Irapuato |

### Bảng D
| Đội         | Trận | Thắng | Hòa | Thua | BT | BB | HS | Đ |
| ----------- | ---- | ----- | --- | ---- | -- | -- | -- | - |
| Brasil      | 3    | 3     | 0   | 0    | 5  | 0  | +5 | 6 |
| Tây Ban Nha | 3    | 2     | 0   | 1    | 5  | 2  | +3 | 4 |
| Bắc Ireland | 3    | 0     | 1   | 2    | 2  | 6  | −4 | 1 |
| Algérie     | 3    | 0     | 1   | 2    | 1  | 5  | −4 | 1 |

| 1 tháng 6 năm 1986  |     |             |                                         |
| Tây Ban Nha         | 0–1 | Brasil      | Sân vận động Jalisco, Guadalajara       |
| 3 tháng 6 năm 1986  |     |             |                                         |
| Algérie             | 1–1 | Bắc Ireland | Sân vận động Tres de Marzo, Guadalajara |
| 6 tháng 6 năm 1986  |     |             |                                         |
| Brasil              | 1–0 | Algérie     | Sân vận động Jalisco, Guadalajara       |
| 7 tháng 6 năm 1986  |     |             |                                         |
| Bắc Ireland         | 1–2 | Tây Ban Nha | Sân vận động Tres de Marzo, Guadalajara |
| 12 tháng 6 năm 1986 |     |             |                                         |
| Bắc Ireland         | 0–3 | Brasil      | Sân vận động Jalisco, Guadalajara       |
| Algérie             | 0–3 | Tây Ban Nha | Sân vận động Tecnológico, Monterrey     |

### Bảng E
| Đội      | Trận | Thắng | Hòa | Thua | BT | BB | HS | Đ |
| -------- | ---- | ----- | --- | ---- | -- | -- | -- | - |
| Đan Mạch | 3    | 3     | 0   | 0    | 9  | 1  | +8 | 6 |
| Tây Đức  | 3    | 1     | 1   | 1    | 3  | 4  | −1 | 3 |
| Uruguay  | 3    | 0     | 2   | 1    | 2  | 7  | −5 | 2 |
| Scotland | 3    | 0     | 1   | 2    | 1  | 3  | −2 | 1 |

| 4 tháng 6 năm 1986  |     |          |                                        |
| Uruguay             | 1–1 | Tây Đức  | Sân vận động La Corregidora, Querétaro |
| Scotland            | 0–1 | Đan Mạch | Sân vận động Neza 86, Nezahualcóyotl   |
| 8 tháng 6 năm 1986  |     |          |                                        |
| Tây Đức             | 2–1 | Scotland | Sân vận động La Corregidora, Querétaro |
| Đan Mạch            | 6–1 | Uruguay  | Sân vận động Neza 86, Nezahualcóyotl   |
| 13 tháng 6 năm 1986 |     |          |                                        |
| Đan Mạch            | 2–0 | Tây Đức  | Sân vận động La Corregidora, Querétaro |
| Scotland            | 0–0 | Uruguay  | Sân vận động Neza 86, Nezahualcóyotl   |

### Bảng F
| Đội        | Trận | Thắng | Hòa | Thua | BT | BB | HS | Đ |
| ---------- | ---- | ----- | --- | ---- | -- | -- | -- | - |
| Maroc      | 3    | 1     | 2   | 0    | 3  | 1  | +2 | 4 |
| Anh        | 3    | 1     | 1   | 1    | 3  | 1  | +2 | 3 |
| Ba Lan     | 3    | 1     | 1   | 1    | 1  | 3  | −2 | 3 |
| Bồ Đào Nha | 3    | 1     | 0   | 2    | 2  | 4  | −2 | 2 |

| 2 tháng 6 năm 1986  |     |            |                                       |
| Maroc               | 0–0 | Ba Lan     | Sân vận động Universitario, Monterrey |
| 3 tháng 6 năm 1986  |     |            |                                       |
| Bồ Đào Nha          | 1–0 | Anh        | Sân vận động Tecnológico, Monterrey   |
| 6 tháng 6 năm 1986  |     |            |                                       |
| Anh                 | 0–0 | Maroc      | Sân vận động Tecnológico, Monterrey   |
| 7 tháng 6 năm 1986  |     |            |                                       |
| Ba Lan              | 1–0 | Bồ Đào Nha | Sân vận động Universitario, Monterrey |
| 11 tháng 6 năm 1986 |     |            |                                       |
| Anh                 | 3–0 | Ba Lan     | Estadio Tecnológico, Monterrey        |
| Bồ Đào Nha          | 1–3 | Maroc      | Sân vận động Jalisco, Guadalajara     |

### Thứ tự các đội xếp thứ ba
| Bảng | Đội         | Trận | Thắng | Hòa | Thua | BT | BB | HS | Đ |
| ---- | ----------- | ---- | ----- | --- | ---- | -- | -- | -- | - |
| B    | Bỉ          | 3    | 1     | 1   | 1    | 5  | 5  | 0  | 3 |
| F    | Ba Lan      | 3    | 1     | 1   | 1    | 1  | 3  | −2 | 3 |
| A    | Bulgaria    | 3    | 0     | 2   | 1    | 2  | 4  | −2 | 2 |
| E    | Uruguay     | 3    | 0     | 2   | 1    | 2  | 7  | −5 | 2 |
| C    | Hungary     | 3    | 1     | 0   | 2    | 2  | 9  | −7 | 2 |
| D    | Bắc Ireland | 3    | 0     | 1   | 2    | 2  | 6  | −4 | 1 |

## Vòng đấu loại trực tiếp

### Sơ đồ khái quát
|  | Round of 16                       | Round of 16              |                                 |       | Tứ kết        | Tứ kết        |                     |                     | Bán kết | Bán kết |  |  | Chung kết | Chung kết |
|  |                                   |                          |                                 |       |               |               |                     |                     |         |         |  |  |           |           |
|  | 16 tháng 6 – Puebla               |                          |                                 |       |               |               |                     |                     |         |         |  |  |           |           |
|  |                                   |                          |                                 |       |               |               |                     |                     |         |         |  |  |           |           |
|  | Argentina                         | 1                        |                                 |       |               |               |                     |                     |         |         |  |  |           |           |
|  | Argentina                         | 1                        | 22 tháng 6 – TP México (Azteca) |       |               |               |                     |                     |         |         |  |  |           |           |
|  | Uruguay                           | 0                        |                                 |       |               |               |                     |                     |         |         |  |  |           |           |
|  | Uruguay                           | 0                        | Argentina                       | 2     |               |               |                     |                     |         |         |  |  |           |           |
|  | 18 tháng 6 – TP Mexico (Azteca)   |                          | Argentina                       | 2     |               |               |                     |                     |         |         |  |  |           |           |
|  |                                   | Anh                      | 1                               |       |               |               |                     |                     |         |         |  |  |           |           |
|  | Anh                               | Anh                      | 1                               | 3     |               |               |                     |                     |         |         |  |  |           |           |
|  | Anh                               |                          | 25 tháng 6 – TP México (Azteca) | 3     |               |               |                     |                     |         |         |  |  |           |           |
|  | Paraguay                          | 0                        |                                 |       |               |               |                     |                     |         |         |  |  |           |           |
|  | Paraguay                          | 0                        | Argentina                       | 2     |               |               |                     |                     |         |         |  |  |           |           |
|  | 18 tháng 6 – Querétaro            |                          | Argentina                       | 2     |               |               |                     |                     |         |         |  |  |           |           |
|  |                                   | Bỉ                       | 0                               |       |               |               |                     |                     |         |         |  |  |           |           |
|  | Đan Mạch                          | Bỉ                       | 0                               | 1     |               |               |                     |                     |         |         |  |  |           |           |
|  | Đan Mạch                          | 22 tháng 6 – Puebla      |                                 | 1     |               |               |                     |                     |         |         |  |  |           |           |
|  | Tây Ban Nha                       | 5                        |                                 |       |               |               |                     |                     |         |         |  |  |           |           |
|  | Tây Ban Nha                       | 5                        | Tây Ban Nha                     | 1 (4) |               |               |                     |                     |         |         |  |  |           |           |
|  | 15 tháng 6 – León                 |                          | Tây Ban Nha                     | 1 (4) |               |               |                     |                     |         |         |  |  |           |           |
|  |                                   | Bỉ (pen.)                | 1 (5)                           |       |               |               |                     |                     |         |         |  |  |           |           |
|  | Liên Xô                           | Bỉ (pen.)                | 1 (5)                           | 3     |               |               |                     |                     |         |         |  |  |           |           |
|  | Liên Xô                           |                          | 29 tháng 6 – TP México (Azteca) | 3     |               |               |                     |                     |         |         |  |  |           |           |
|  | Bỉ (h.p.)                         | 4                        |                                 |       |               |               |                     |                     |         |         |  |  |           |           |
|  | Bỉ (h.p.)                         | 4                        | Argentina                       | 3     |               |               |                     |                     |         |         |  |  |           |           |
|  | 16 tháng 6 – Guadalajara          |                          | Argentina                       | 3     |               |               |                     |                     |         |         |  |  |           |           |
|  |                                   | Tây Đức                  | 2                               |       |               |               |                     |                     |         |         |  |  |           |           |
|  | Brasil                            | Tây Đức                  | 2                               | 4     |               |               |                     |                     |         |         |  |  |           |           |
|  | Brasil                            | 21 tháng 6 – Guadalajara |                                 | 4     |               |               |                     |                     |         |         |  |  |           |           |
|  | Ba Lan                            | 0                        |                                 |       |               |               |                     |                     |         |         |  |  |           |           |
|  | Ba Lan                            | 0                        | Brasil                          | 1 (3) |               |               |                     |                     |         |         |  |  |           |           |
|  | 17 tháng 6 – TP México (Olímpico) |                          | Brasil                          | 1 (3) |               |               |                     |                     |         |         |  |  |           |           |
|  |                                   | Pháp (pen.)              | 1 (4)                           |       |               |               |                     |                     |         |         |  |  |           |           |
|  | Ý                                 | Pháp (pen.)              | 1 (4)                           | 0     |               |               |                     |                     |         |         |  |  |           |           |
|  | Ý                                 |                          | 25 tháng 6 – Guadalajara        | 0     |               |               |                     |                     |         |         |  |  |           |           |
|  | Pháp                              | 2                        |                                 |       |               |               |                     |                     |         |         |  |  |           |           |
|  | Pháp                              | 2                        | Pháp                            | 0     |               |               |                     |                     |         |         |  |  |           |           |
|  | 17 tháng 6 – Monterrey            |                          | Pháp                            | 0     |               |               |                     |                     |         |         |  |  |           |           |
|  |                                   | Tây Đức                  | 2                               |       | Tranh hạng ba | Tranh hạng ba |                     |                     |         |         |  |  |           |           |
|  | Maroc                             | Tây Đức                  | 2                               | 0     | Tranh hạng ba | Tranh hạng ba |                     |                     |         |         |  |  |           |           |
|  | Maroc                             | 21 tháng 6 – Monterrey   | 21 tháng 6 – Monterrey          | 0     |               |               | 28 tháng 6 – Puebla | 28 tháng 6 – Puebla |         |         |  |  |           |           |
|  | Tây Đức                           | 21 tháng 6 – Monterrey   | 21 tháng 6 – Monterrey          | 1     |               |               | 28 tháng 6 – Puebla | 28 tháng 6 – Puebla |         |         |  |  |           |           |
|  | Tây Đức                           | Tây Đức (pen.)           | 0 (4)                           | 1     | Bỉ            | 2             |                     |                     |         |         |  |  |           |           |
|  | 15 tháng 6 – TP Mexico (Azteca)   | Tây Đức (pen.)           | 0 (4)                           |       | Bỉ            | 2             |                     |                     |         |         |  |  |           |           |
|  |                                   | México                   | 0 (1)                           |       | Pháp (h.p.)   | 4             |                     |                     |         |         |  |  |           |           |
|  | México                            | México                   | 0 (1)                           | 2     | Pháp (h.p.)   | 4             |                     |                     |         |         |  |  |           |           |
|  | México                            |                          |                                 | 2     |               |               |                     |                     |         |         |  |  |           |           |
|  | Bulgaria                          | 0                        |                                 |       |               |               |                     |                     |         |         |  |  |           |           |
|  | Bulgaria                          | 0                        |                                 |       |               |               |                     |                     |         |         |  |  |           |           |

### Vòng 16 đội
| México                   | 2–0      | Bulgaria |
| ------------------------ | -------- | -------- |
| Negrete 34' · Servín 61' | Chi tiết |          |

| Liên Xô                        | 3–4 (h.p.) | Bỉ                                                    |
| ------------------------------ | ---------- | ----------------------------------------------------- |
| Belanov 27', 70', 111' (ph.đ.) | Chi tiết   | Scifo 56' · Ceulemans 77' · Demol 102' · Claesen 110' |

| Brasil                                                               | 4–0      | Ba Lan |
| -------------------------------------------------------------------- | -------- | ------ |
| Sócrates 30' (ph.đ.) · Josimar 55' · Edinho 79' · Careca 83' (ph.đ.) | Chi tiết |        |

| Argentina    | 1–0      | Uruguay |
| ------------ | -------- | ------- |
| Pasculli 42' | Chi tiết |         |

| Ý | 0–2      | Pháp                      |
| - | -------- | ------------------------- |
|   | Chi tiết | Platini 15' · Stopyra 57' |

| Maroc | 0–1      | Tây Đức      |
| ----- | -------- | ------------ |
|       | Chi tiết | Matthäus 87' |

| Anh                              | 3–0      | Paraguay |
| -------------------------------- | -------- | -------- |
| Lineker 31', 73' · Beardsley 56' | Chi tiết |          |

| Đan Mạch             | 1–5      | Tây Ban Nha                                                    |
| -------------------- | -------- | -------------------------------------------------------------- |
| J. Olsen 33' (ph.đ.) | Chi tiết | Butragueño 43', 56', 80', 88' (ph.đ.) · Goikoetxea 68' (ph.đ.) |

### Tứ kết
| Brasil                                          | 1–1 (h.p.) | Pháp                                             |
| ----------------------------------------------- | ---------- | ------------------------------------------------ |
| Careca 17'                                      | Chi tiết   | Platini 40'                                      |
| Loạt sút luân lưu                               |            |                                                  |
| Sócrates · Alemão · Zico · Branco · Júlio César | 3–4        | Stopyra · Amoros · Bellone · Platini · Fernández |

| Tây Đức                                 | 0–0 (h.p.) | México                      |
| --------------------------------------- | ---------- | --------------------------- |
|                                         | Chi tiết   |                             |
| Loạt sút luân lưu                       |            |                             |
| Allofs · Brehme · Matthäus · Littbarski | 4–1        | Negrete · Quirarte · Servín |

| Argentina         | 2–1      | Anh         |
| ----------------- | -------- | ----------- |
| Maradona 51', 55' | Chi tiết | Lineker 81' |

| Tây Ban Nha                                 | 1–1 (h.p.) | Bỉ                                                   |
| ------------------------------------------- | ---------- | ---------------------------------------------------- |
| Señor 85'                                   | Chi tiết   | Ceulemans 35'                                        |
| Loạt sút luân lưu                           |            |                                                      |
| Señor · Eloy · Chendo · Butragueño · Víctor | 4–5        | Claesen · Scifo · Broos · Vervoort · L. Van Der Elst |

### Bán kết
| Pháp | 0–2      | Tây Đức                |
| ---- | -------- | ---------------------- |
|      | Chi tiết | Brehme 9' · Völler 89' |

| Argentina         | 2–0    | Bỉ |
| ----------------- | ------ | -- |
| Maradona 51', 63' | Report |    |

### Tranh hạng ba
| Bỉ                          | 2–4 (h.p.) | Pháp                                                          |
| --------------------------- | ---------- | ------------------------------------------------------------- |
| Ceulemans 11' · Claesen 73' | Chi tiết   | Ferreri 27' · Papin 43' · Genghini 104' · Amoros 111' (ph.đ.) |

### Chung kết
| Argentina                                | 3–2      | Tây Đức                     |
| ---------------------------------------- | -------- | --------------------------- |
| Brown 23' · Valdano 55' · Burruchaga 83' | Chi tiết | Rummenigge 74' · Völler 80' |

## Giải thưởng
Chi tiết:
| Chiếc giày vàng | Quả bóng vàng  | Đội tuyển chơi đẹp |
| --------------- | -------------- | ------------------ |
| Gary Lineker    | Diego Maradona | Brasil             |

## Danh sách cầu thủ ghi bàn
6 bàn
- Gary Lineker

| 5 bàn - Diego Maradona - Careca - Emilio Butragueño | 4 bàn - Jorge Valdano - Preben Elkjær Larsen - Alessandro Altobelli - Igor Belanov | 3 bàn - Jan Ceulemans - Nico Claesen - Jesper Olsen - Rudi Völler |

2 bàn
| - Jorge Burruchaga - Enzo Scifo - Josimar - Sócrates - Jean-Pierre Papin | - Michel Platini - Yannick Stopyra - Fernando Quirarte - Abderrazak Khairi - Roberto Cabañas | - Julio César Romero - Ramón Calderé - Klaus Allofs |

1 bàn
| - Djamel Zidane - José Luis Brown - Pedro Pasculli - Oscar Ruggeri - Stéphane Demol - Erwin Vandenbergh - Franky Vercauteren - Daniel Veyt - Edinho - Plamen Getov - Nasko Sirakov - John Eriksen - Michael Laudrup - Søren Lerby - Peter Beardsley - Manuel Amoros - Luis Fernández - Jean-Marc Ferreri - Bernard Genghini | - Dominique Rocheteau - Jean Tigana - Lajos Détári - Márton Esterházy - Ahmed Radhi - Luis Flores - Manuel Negrete - Hugo Sánchez - Raúl Servín - Abdelkrim Merry - Colin Clarke - Norman Whiteside - Włodzimierz Smolarek - Carlos Manuel - Diamantino - Gordon Strachan - Choi Soon-Ho - Huh Jung-Moo - Kim Jong-Boo | - Park Chang-Sun - Sergei Aleinikov - Oleg Blokhin - Vasyl Rats - Sergey Rodionov - Pavlo Yakovenko - Ivan Yaremchuk - Oleksandr Zavarov - Eloy - Andoni Goikoetxea - Julio Salinas - Juan Antonio Señor - Antonio Alzamendi - Enzo Francescoli - Andreas Brehme - Lothar Matthäus - Karl-Heinz Rummenigge |

phản lưới nhà
- László Dajka (trong trận gặp  Liên Xô)
- Cho Kwang-rae (trong trận gặp  Ý)

## Bảng xếp hạng giải đấu
| XH                    | Đội         | Bg | Tr | Thắng | Hòa | Thua | BT | BB | HS | Đ. |
| --------------------- | ----------- | -- | -- | ----- | --- | ---- | -- | -- | -- | -- |
| 1                     | Argentina   | A  | 7  | 6     | 1   | 0    | 14 | 5  | +9 | 13 |
| 2                     | Tây Đức     | E  | 7  | 3     | 2   | 2    | 8  | 7  | +1 | 8  |
| 3                     | Pháp        | C  | 7  | 4     | 2   | 1    | 12 | 6  | +6 | 10 |
| 4                     | Bỉ          | B  | 7  | 2     | 2   | 3    | 12 | 15 | −3 | 6  |
| Bị loại ở tứ kết      |             |    |    |       |     |      |    |    |    |    |
| 5                     | Brasil      | D  | 5  | 4     | 1   | 0    | 10 | 1  | +9 | 9  |
| 6                     | México      | B  | 5  | 3     | 2   | 0    | 6  | 2  | +4 | 8  |
| 7                     | Tây Ban Nha | D  | 5  | 3     | 1   | 1    | 11 | 4  | +7 | 7  |
| 8                     | Anh         | F  | 5  | 2     | 1   | 2    | 7  | 3  | +4 | 5  |
| Bị loại ở vòng 16 đội |             |    |    |       |     |      |    |    |    |    |
| 9                     | Đan Mạch    | E  | 4  | 3     | 0   | 1    | 10 | 6  | +4 | 6  |
| 10                    | Liên Xô     | C  | 4  | 2     | 1   | 1    | 12 | 5  | +7 | 5  |
| 11                    | Maroc       | F  | 4  | 1     | 2   | 1    | 3  | 2  | +1 | 4  |
| 12                    | Ý           | A  | 4  | 1     | 2   | 1    | 5  | 6  | −1 | 4  |
| 13                    | Paraguay    | B  | 4  | 1     | 2   | 1    | 4  | 6  | −2 | 4  |
| 14                    | Ba Lan      | F  | 4  | 1     | 1   | 2    | 1  | 7  | −6 | 3  |
| 15                    | Bulgaria    | A  | 4  | 0     | 2   | 2    | 2  | 6  | −4 | 2  |
| 16                    | Uruguay     | E  | 4  | 0     | 2   | 2    | 2  | 8  | −6 | 2  |
| Bị loại ở vòng bảng   |             |    |    |       |     |      |    |    |    |    |
| 17                    | Bồ Đào Nha  | F  | 3  | 1     | 0   | 2    | 2  | 4  | −2 | 2  |
| 18                    | Hungary     | C  | 3  | 1     | 0   | 2    | 2  | 9  | −7 | 2  |
| 19                    | Scotland    | E  | 3  | 0     | 1   | 2    | 1  | 3  | −2 | 1  |
| 20                    | Hàn Quốc    | A  | 3  | 0     | 1   | 2    | 4  | 7  | −3 | 1  |
| 21                    | Bắc Ireland | D  | 3  | 0     | 1   | 2    | 2  | 6  | −4 | 1  |
| 22                    | Algérie     | D  | 3  | 0     | 1   | 2    | 1  | 5  | −4 | 1  |
| 23                    | Iraq        | B  | 3  | 0     | 0   | 3    | 1  | 4  | −3 | 0  |
| 24                    | Canada      | C  | 3  | 0     | 0   | 3    | 0  | 5  | −5 | 0  |